# Epcidina

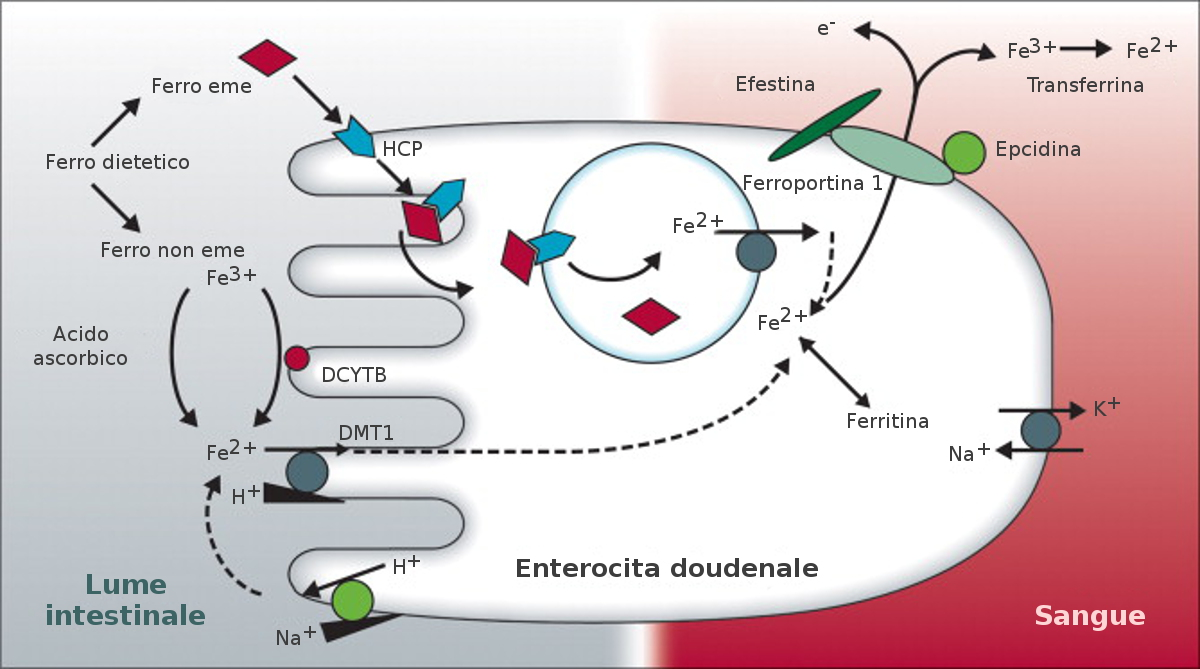
Metabolismo del Ferro

L'Epcidina è un ormone peptidico prodotto dal fegato. Scoperto nel 2000, sembra essere il principale regolatore dell'omeostasi del ferro, sia nell'uomo che in altri mammiferi. Nell'uomo questa proteina è codificata dal gene HAMP. 
L'epcidina inibisce la ferroportina 1.
Durante le condizioni in cui il livello di epcidina è anormalmente alto, come l'infiammazione, il ferro sierico diminuisce a causa dell'intrappolamento di ferro all'interno dei macrofagi e diminuisce l'assorbimento di ferro che resta intrappolato nell'enterocita. Questo in genere porta ad anemia a causa di una quantità inadeguata di ferro sierico disponibile per lo sviluppo di eritrociti. Quando il livello di epcidina è anormalmente basso, come in una forma rara emocromatosi, il sovraccarico di ferro si verifica a causa dell'aumento dell'assorbimento intestinale di ferro e dall'aumento di rilascio di ferro dai macrofagi. 

## Struttura
L'epcidina, il suo pro-ormone ed il suo pre-pro-ormone sono composti rispettivamente da 25, 60 e 84 amminoacidi. Nelle urine si trovano anche forme di epcidina a 20 e 22 amminoacidi.
La conversione del pro epcidina in epcidina è mediata dal pro-ormone convertasi furina. Questa conversione può essere regolata da alfa-1 antitripsina.
L'epcidina è un polipeptide strettamente piegato con il carattere del 32% di beta-foglio e una struttura a forcina stabilizzata da 4 legami disolfuro. La struttura dell'epcidina è stata determinata attraverso la soluzione NMR. Gli studi NMR hanno mostrato un nuovo modello per l'epcidina: a temperatura ambiente, la proteina interconverte tra due conformazioni, che potrebbero essere risolte individualmente dalla variazione di temperatura. La struttura della soluzione di epcidina è stata determinata a 325 K e 253 K in acqua raffreddata. L'analisi a raggi X di un co-cristallo con Fab ha rivelato una struttura simile alla struttura NMR ad alta temperatura.

## Funzione
L'epcidina è un regolatore del metabolismo del ferro. L'epcidina riduce l'espressione della ferroportina 1, una proteina transmembrana che si trova sulla superficie basolaterale degli enterociti intestinali che trasporta il ferro fuori dalla cellula. La ferroportina è presente anche sulla membrana plasmatica delle cellule reticoloendoteliali (macrofagi). Inibendo la ferroportina, l'epcidina impedisce agli enterociti di rilasciare il ferro nel sistema portale epatico, riducendo in tal modo l'assorbimento di ferro nella dieta. Inoltre inibendo anche la ferroportina macrofagica inibisce anche il rilascio in circolo del ferro già presente nell'organismo.L'aumento dell'attività dell'epcidina è parzialmente responsabile della ridotta disponibilità di ferro nell'anemia da infiammazione cronica, come l'insufficienza renale.
Forme mutate di epcidina causano vari gradi di emocromatosi giovanile, anche se la causa più frequente di emocromatosi giovanile che riguarda l'epcidina deriva da mutazioni del regolatore della sua produzione, l'emojuvelina.
L'epcidina ha dimostrato di possedere un'attività antifungina piuttosto consistente, mentre al momento non sembra avere attività antibatterica. Questo accade perché "sequestrando" il ferro all'organismo, di fatto non lo rende disponibile nemmeno ai parassiti, diminuendo considerevolmente la loro vita.

## Regolazione
La sintesi e la secrezione di epcidina da parte del fegato sono controllate da depositi di ferro all'interno di macrofagi, infiammazione, ipossia ed eritropoiesi. I macrofagi comunicano con gli epatociti per regolare il rilascio di epcidina in circolazione attraverso otto diverse proteine: emoglobina, proteina emocromatosica ereditaria, recettore 2 della transferrina, proteina morfogenica dell'osso 6 (BMP6), matriptasi-2, neogenina, recettori BMP e transferrina.
L'eritroferrone, prodotto in eritroblasti, è stato identificato come inibitore dell'epcidina e quindi fornisce più ferro per la sintesi dell'emoglobina in situazioni come l'eritropoiesi da stress.
È stato dimostrato che la vitamina D diminuisce l'epcidina, in modelli cellulari che esaminano la trascrizione e quando somministrati in dosi elevate a volontari umani. La funzione ottimale dell'epcidina può essere basata sulla presenza adeguata di vitamina D nel sangue.

## Significato clinico
Ci sono molte malattie in cui l'incapacità di assorbire adeguatamente il ferro contribuisce alla carenza di ferro e all'anemia da carenza di ferro. Il trattamento dipenderà dai livelli di epcidina che sono presenti, poiché è improbabile che il trattamento orale sia efficace se l'epcidina sta bloccando l'assorbimento enterale, nel qual caso i trattamenti con ferro per uso parenterale sarebbero appropriati. Gli studi hanno rilevato che misurare l'epcidina sarebbe di beneficio per stabilire un trattamento ottimale, anche se questo non è ampiamente disponibile, la proteina C-reattiva (PCR) è usata come marker surrogato.
La β-talassemia, una delle anemie congenite più comuni, deriva dalla mancanza parziale o completa della sintesi di β-globina. L'eccessivo assorbimento del ferro è una delle principali caratteristiche della β-talassemia e può portare a gravi morbilità e mortalità. Le analisi seriali dei topi β-talassemici indicano che i livelli di emoglobina diminuiscono nel tempo, mentre la concentrazione di ferro nel fegato, nella milza e nei reni aumenta notevolmente. Il sovraccarico di ferro è associato a bassi livelli di epcidina. I pazienti con β-talassemia hanno anche bassi livelli di epcidina. Le osservazioni hanno portato i ricercatori a ipotizzare che più ferro venga assorbito nella beta-talassemia di quanto sia richiesto per l'eritropoiesi. L'aumento dell'espressione di epcidina nei topi β-talassemici limita il sovraccarico di ferro e diminuisce anche la formazione di globine legate alla membrana insolubile e di specie reattive dell'ossigeno e migliora l'anemia.
I topi con maggiore espressione di epcidina hanno anche dimostrato un aumento della durata di vita dei loro globuli rossi, inversione dell'eritropoiesi inefficace e splenomegalia e un aumento dei livelli di emoglobina totale. Da questi dati, i ricercatori hanno suggerito che le terapie per aumentare i livelli di epcidina o agire come agonisti dell'epcidina potrebbero aiutare a trattare l'anormale assorbimento del ferro in soggetti con β-talassemia e disturbi correlati. In studi successivi sui topi, è stato suggerito che l'eritroferrone sia il fattore responsabile della soppressione dell'epcidina. Correggere l'epcidina e i livelli di ferro in questi topi non ha migliorato la loro anemia.

## Storia
L'epcidina venne scoperta più o meno contemporaneamente da due gruppi indipendenti di ricercatori, mentre studiavano le proprietà antimicrobiche di alcuni peptidi. Inizialmente venne chiamata LEAP-1 Liver-Expressed Antimicrobial Protein (Proteina Antibatterica Espressa dal Fegato) e successivamente epcidina (dall'inglese "Hep-" per fegato e "-cidin" per battericida).
Subito dopo la sua scoperta venne alla luce il suo ruolo nell'omeostasi del ferro: nel topo la sua produzione aumentava con il "carico" di ferro, così come durante l'infiammazione.
Topi geneticamente modificati per esprimere una grande quantità di epcidina morivano poco dopo la nascita a causa di una severa deficienza di ferro, suggerendo ancora il ruolo centrale dell'epcidina nella regolazione dell'omeostasi del ferro.
La prima evidenza che collegava l'epcidina con una condizione clinica umana, l'anemia da malattia cronica, venne dal laboratorio di Nancy Andrews a Boston. Qui vennero analizzati i casi di due pazienti affetti da tumore epatico che avevano sviluppato una severa anemia microcitica da carenza di ferro che però non rispondeva alla somministrazione massiccia di ferro. Il tessuto tumorale infatti produceva grandi quantità di epcidina, ed una volta rimosso fu ristabilita anche una corretta omeostasi del ferro.
Queste scoperte, messe insieme, suggerirono il ruolo dell'epcidina nell'omeostasi del ferro.